# Quercus tarahumara
Quercus tarahumara är en bokväxtart som beskrevs av Spellenb., J.D.Bacon och Denis E. Breedlove. Quercus tarahumara ingår i släktet ekar, och familjen bokväxter. Inga underarter finns listade i Catalogue of Life.